# Đồng Hưu
Đồng Hưu là một xã thuộc huyện Yên Thế, tỉnh Bắc Giang, Việt Nam.
Xã Đồng Hưu có diện tích 21,69 km², dân số năm 2007 là 4836 người, mật độ dân số đạt 223 người/km².